# Altes Amtsgericht Vohenstrauß

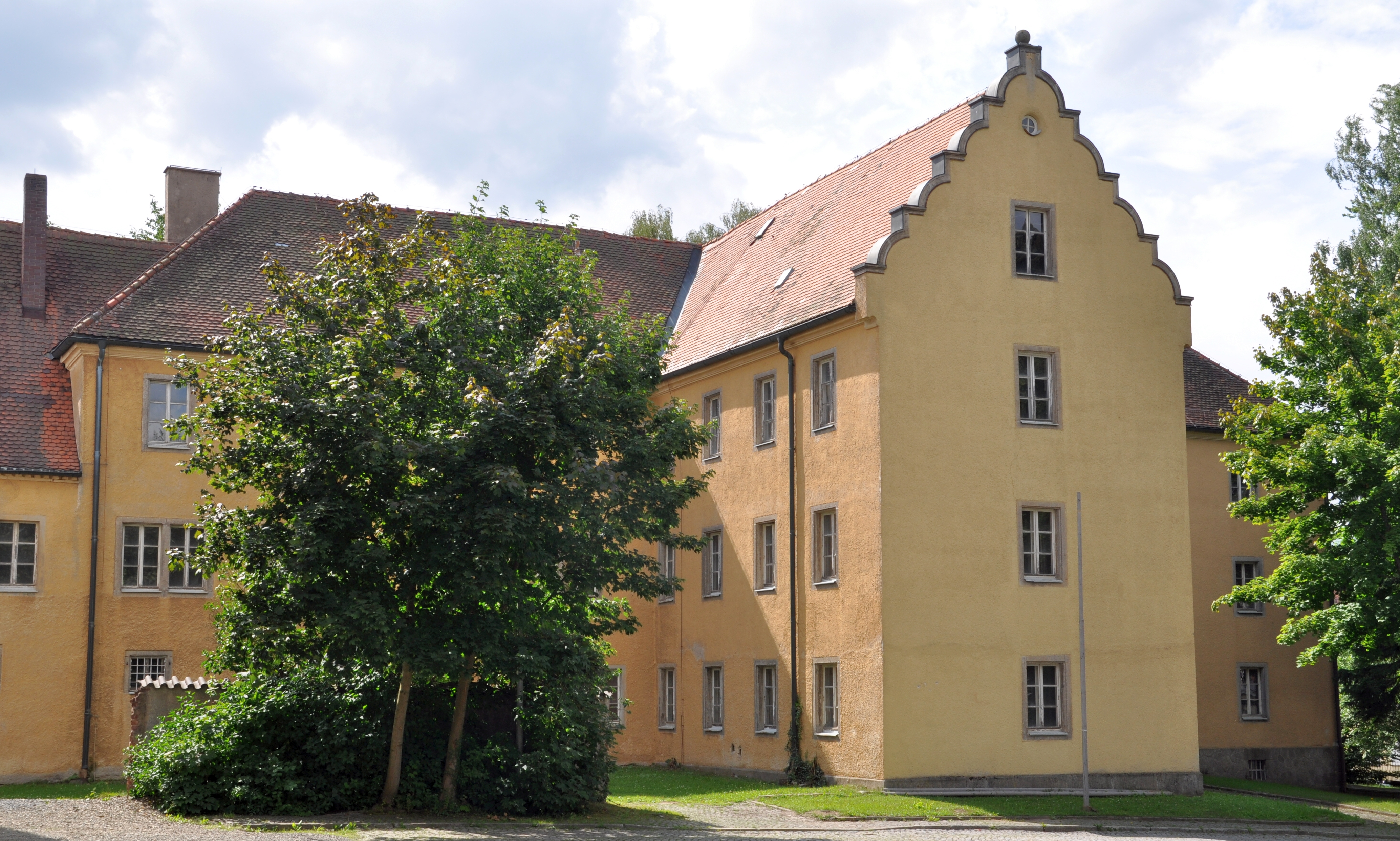
Das Alte Amtsgericht

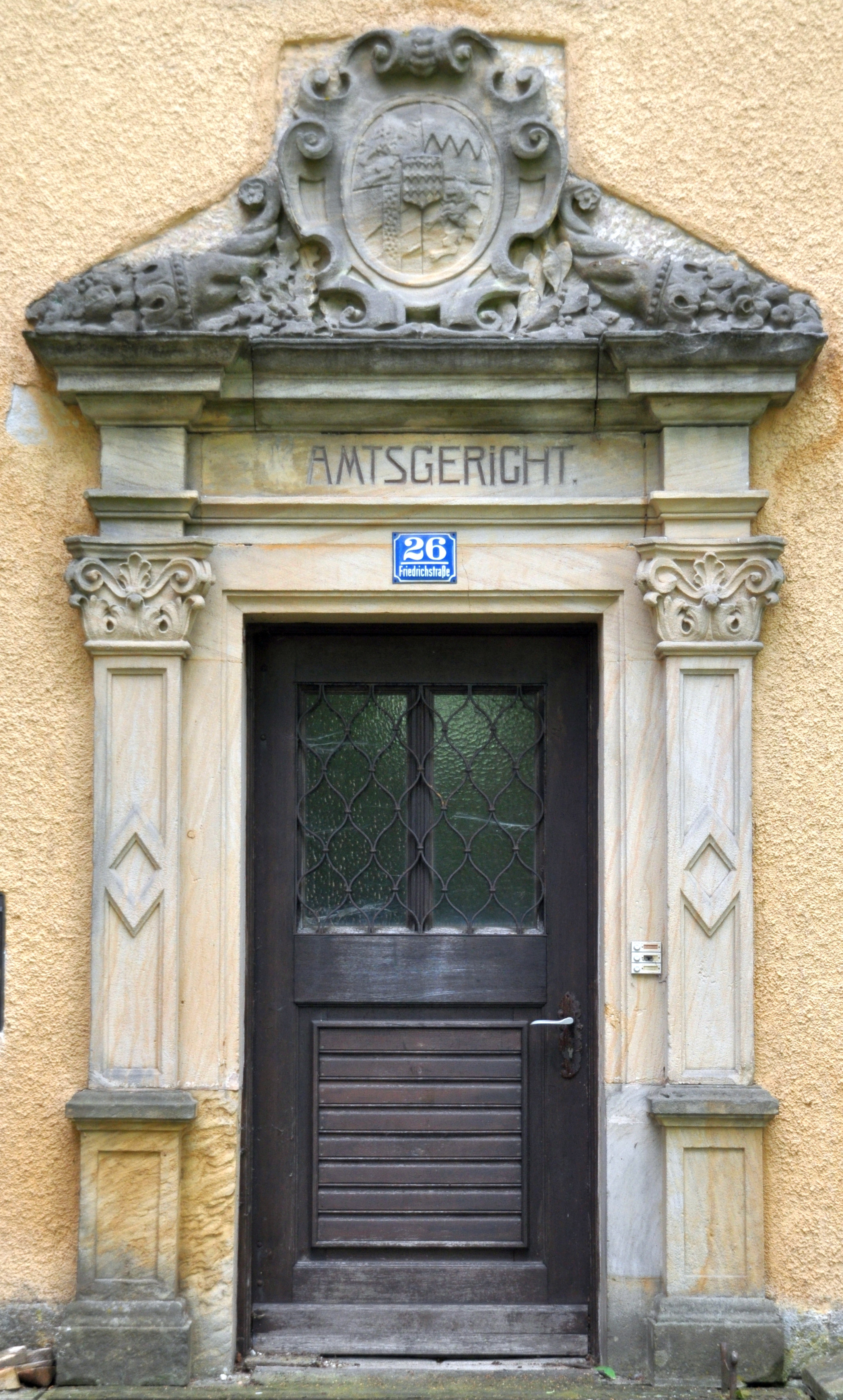
Eingang

Das Alte Amtsgericht ist ein denkmalgeschütztes ehemaliges Gerichtsgebäude in Vohenstrauß, einer Stadt im Landkreis Neustadt an der Waldnaab in der Oberpfalz (Bayern).

## Geschichte
Durch Beschluss der bayerischen Regierung vom 10. März 1809 wurde der Sitz des bis dahin in Burgtreswitz tagenden Landgerichts nach Vohenstrauß verlegt. Dienstsitz des Gerichts wurde ein Nebengebäude von Schloss Friedrichsburg. In der Weimarer Republik wurde das Landgericht nach Weiden verlegt, Vohenstrauß wurde zum Sitz eines Amtsgerichts.
1990 wurde das Amtsgericht in ein Gebäude in der Pfarrgasse verlegt. Das Alte Amtsgericht steht seitdem ungenutzt leer.